# NPO Zappelin
NPO Zappelin (tot 3 september 2012 geschreven als Z@ppelin) is het kleuter- en peuterblok van de NPO. NPO Zappelin zendt, samen met NPO Zapp, overdag uit op NPO 3 en bevat programma's van bijna alle publieke omroepen. Zappelin richt zich voornamelijk op kinderen onder de 6 jaar. De netmanager is Robert Fortuijn.
Doordeweeks is NPO Zappelin te zien van 05.30 tot 15.00 uur op NPO 3, in het weekend van 05.30 tot 08.30 uur.
Aan het programmablok is een website verbonden waarop kinderen onder andere spelletjes kunnen spelen en worden voorgelezen.

## Geschiedenis
In 1998 werd vanuit de KRO een plan voor één Nederlandse publieke kinderzender gepresenteerd. Het werd overgenomen door de raad van bestuur van de Publieke Omroep en in het beleid opgenomen. In 2000 werden de vier al bestaande kinderblokken van de zenders Nederland 1 (Alles Kits van de AVRO, KRO en de NCRV en KRO Kindertijd van de KRO), Nederland 2 (Xieje op 2 van de EO, Teleac/NOT en de TROS) toegevoegd aan de kinderzendtijd van Nederland 3 (NOS, NPS en de VPRO) en ontstond Z@ppelin.
De eerste uitzending van Z@ppelin was op maandag 4 september 2000 om 7.00 uur. In 2005 werd Zappelin opgesplitst in twee delen: Zappelin voor kinderen van 2 tot 6 jaar, en Zapp voor kinderen van 6 tot 12 jaar.
Van 2009 tot 2015 had NPO Zappelin ook een eigen online radiozender: NPO Zappelin Radio, eerder Kinderwebradio geheten.

## Programmering
De programmering van NPO Zappelin begint vaak met peuterprogramma's. De Z@ppflat werd van 2004 tot 2009 gepresenteerd door Mylène Gordinou de Gouberville. In 2009 werd zij vervangen door Nienke van den Berg die negen jaar het gezicht van Zappelin was. In 2018 nam Fenna Ramos het over. Verder worden 's morgens vaak NTR-programma's uitgezonden voor scholen onder de noemer Schooltv.
In de beginjaren zond Zappelin in de vakantie vaak oude televisieprogramma's uit onder de noemer Z@ppAchteruit, zoals Floris (NTS), De film van Ome Willem, De Zevensprong en De Familie Knots.